# Carlstad United Bollklubb

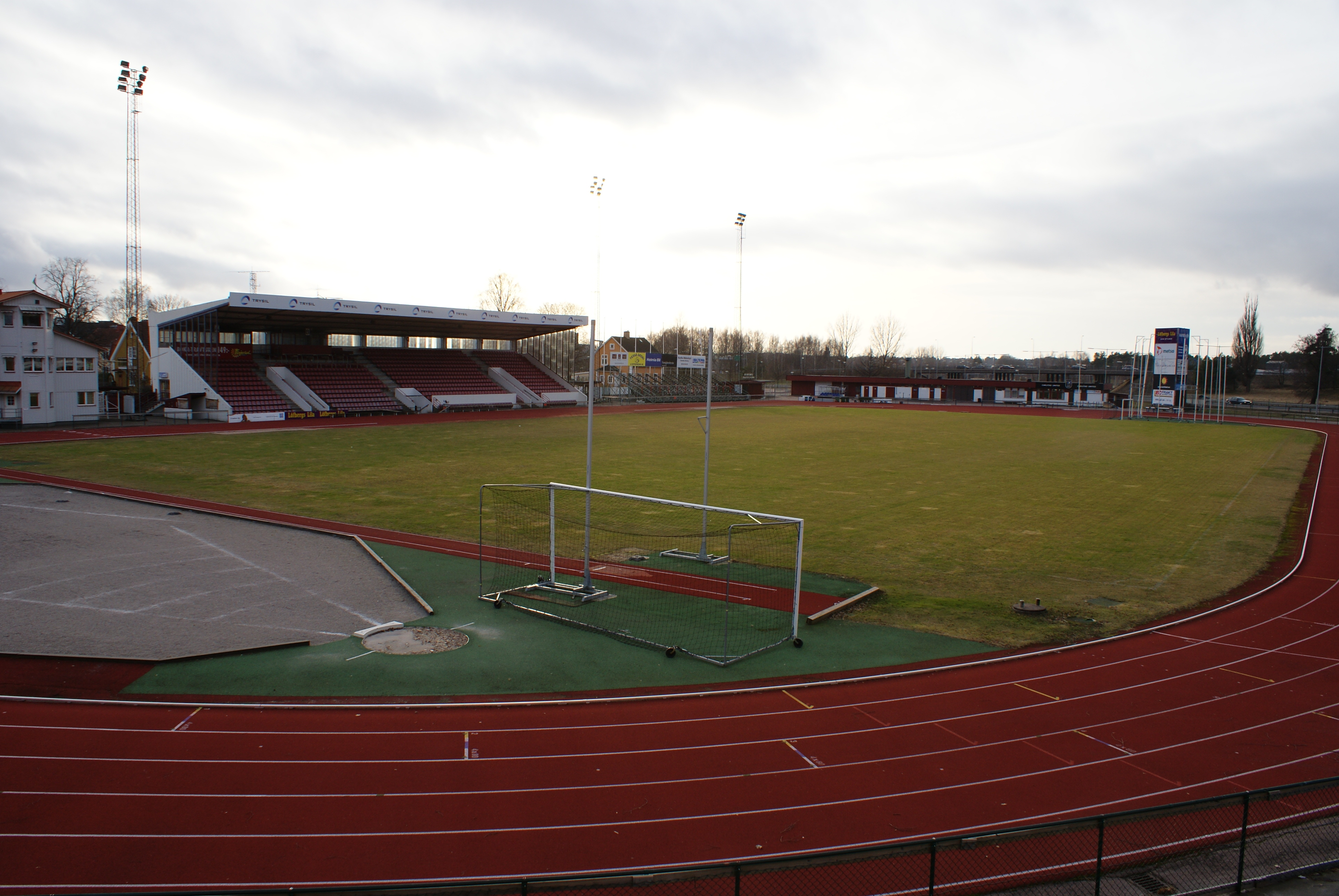
Estádio Tingvalla sede do Clube Carlstad United Bollklubb

O Carlstad United Bollklubb, ou simplesmente Carlstad United BK, é um clube de futebol da Suécia fundado em 12 de abril de 1998. Sua sede fica localizada em Karlstad.